# Eine hoffnungslose Romanze
Eine hoffnungslose Romanze (Originaltitel: The Perfect Mate) ist die 21. Folge der fünften Staffel der US-amerikanischen Science-Fiction-Fernsehserie Raumschiff Enterprise – Das nächste Jahrhundert. Sie wurde in den Vereinigten Staaten über Syndication vermarktet und erstmals am 27. April 1992 auf verschiedenen Fernsehsendern ausgestrahlt. In Deutschland war sie zum ersten Mal am 3. Mai 1994 in einer synchronisierten Fassung auf Sat.1 zu sehen.

## Handlung
Im Jahr 2368 bei Sternzeit 45761.3 fliegt die Enterprise zum Planeten Krios. Die Bewohner liegen seit Jahrhunderten in Feindschaft mit ihrer ursprünglichen Heimatwelt Valt Minor, doch jetzt wollen sie diese überwinden. Hierzu soll die Enterprise einen Punkt auf halber Strecke zwischen beiden Planeten ansteuern, wo Vertreter beider Welten eine Zeremonie abhalten sollen. Der kriosianische Botschafter Briam kommt an Bord und lässt ein wertvolles Geschenk in einem Frachtraum unterbringen.
Während des Flugs trifft die Enterprise auf ein defektes Shuttle der Ferengi. Die beiden Insassen werden an Bord gebeamt und ihnen wird ein Quartier zugewiesen. Die beiden haben den Vorfall allerdings nur inszeniert. Einer von ihnen bedrängt Briam, um mit ihm einen Handelsvertrag abzuschließen. Der andere schleicht sich in den Frachtraum, um heimlich die Fracht zu scannen, bei der es sich um einen schwebenden Kokon handelt. Als der Ferengi erwischt wird, fällt der Kokon zu Boden. Er löst sich auf und eine attraktive Frau kommt zum Vorschein. Sie geht auf Picard zu und begrüßt ihn mit den Worten „Ich bin dein, Alrik von Valt“. Briam muss nun beiden einiges erklären: Die Frau heißt Kamala. Sie ist ein sogenannter empathischer Metamorph, das heißt, sie kann die Wünsche und Bedürfnisse eines potentiellen Partners erfühlen und sich völlig daran anpassen. Während männliche Metamorphe bei den Kriosianern relativ häufig sind, werden weibliche nur einmal alle sieben Generationen geboren. Sie sind daher sehr begehrt und werden gern als Mittel der Diplomatie eingesetzt. Kamala ist dazu bestimmt, Alrik, den Kanzler von Valt Minor, zu heiraten, um so den Frieden dauerhaft zu sichern. Sie selbst war sich nicht bewusst, dass sie vorzeitig aus ihrem Kokon geholt wurde, und hielt daher Picard für Alrik, da sie seine Führungsstärke gespürt hat.
Picard lässt Kamala von seinem ersten Offizier Will Riker ein Quartier zuweisen. Sie warnt Riker, dass sie sich gerade in der letzten Phase ihrer sexuellen Reife befindet. Dadurch verströmt sie Pheromone, die sie für die Männer in ihrer Umgebung extrem begehrenswert macht. Zudem hat sie den starken Drang, sich mit einem Mann zu verbinden. Riker fällt es schwer, doch er schafft es, ihren Reizen zu widerstehen. Picard und Schiffsärztin Crusher haben eine angeregte Debatte über Kamalas Schicksal. Crusher hält ihre arrangierte Ehe für falsch, doch Picard meint, sie hätten nicht das Recht, über die Bräuche einer fremden Kultur zu urteilen. Dass Briam Kamala für den Rest der Reise in ihrem Quartier einsperren will, hält er aber auch für falsch und beschließt, ihr einen Besuch abzustatten. Kamala gesteht Picard, dass sie sich von ihm besonders angezogen fühlt, und auch Picard verspürt eine starke Zuneigung zu ihr. Sie bietet ihm an, die Frau seiner Träume zu sein, doch Picard kann auf dieses Angebot nicht eingehen. Er stellt ihr seinen zweiten Offizier Data zur Seite, der als Android immun gegen ihre Pheromone ist. Dennoch kommt es in der Bar „Zehn Vorne“ zu einem Zwischenfall, als einige Minenarbeiter, die sich als Passagiere auf der Enterprise aufhalten, zudringlich werden. Kamala flirtet mit ihnen und auch mit Sicherheitschef Worf, der einschreitet, als die Situation zu eskalieren droht. Picard muss erneut ein Gespräch mit ihr führen und verliebt sich dabei immer mehr in sie.
Die Ferengi bedrängen indes erneut Botschafter Briam. Sie wollen ihm Kamala abkaufen und werden dabei so aufdringlich, dass Briam unglücklich stürzt und in ein Koma fällt. Dr. Crusher schätzt, dass er in einigen Tagen wieder gesund sein wird. Allerdings kann die Hochzeitszeremonie nicht verschoben werden, weil Kamala dann nicht mehr in der Lage wäre, sich auf Alrik zu prägen. Picard muss daher die Zeremonie an Briams Stelle leiten. Kamala macht ihn mit den nötigen Ritualen vertraut. Schließlich trifft Alrik ein. Picard ist von ihm nicht besonders angetan, denn er nimmt Kamala zwar gern als Geschenk an, doch er zeigt nur wenig Interesse an ihr und begeistert sich mehr für Handelsfragen. Die Ferengi werden inzwischen mit einem Shuttle zur nächsten Sternenflottenbasis gebracht, wo sie ein Prozess erwartet.
Picard stattet Kamala einen letzten Besuch ab, bevor sie am nächsten Morgen heiraten soll. Sie bittet ihn darum, die Nacht über bei ihr zu bleiben, nur damit sie seine Stimme hören kann. Picard ringt mit sich und lässt sich schließlich darauf ein. Am nächsten Morgen gesteht sie Picard, dass ihre empathische Prägung mittlerweile abgeschlossen ist. Picard ist der Mann ihrer Wahl. Alrik wird sie niemals wirklich lieben, doch sie wird in der Lage sein, es ihn glauben zu lassen. Es kommt zur Zeremonie, die in der Nachbildung eines Tempels auf einem Holodeck der Enterprise stattfindet. Picard übergibt Kamala an Alrik und muss mit erstarrtem Gesichtsausdruck ihre Verbindung über sich ergehen lassen. Als Briam wieder erwacht, möchte er von Picard wissen, wie er es geschafft hat, Kamalas Reizen zu widerstehen. Er selbst war ausgewählt worden, weil er schon über 200 Jahre alt ist. Picard verabschiedet Briam, bleibt ihm aber eine Antwort auf seine Frage schuldig.

## Verbindungen zu anderen Star-Trek-Produktionen
Eine hoffnungslose Romanze greift einige Elemente aus früheren Star-Trek-Folgen wieder auf:
- Es bestehen starke inhaltliche Parallelen zur Folge Brautschiff Enterprise der Originalserie Raumschiff Enterprise aus dem Jahr 1968. In beiden Fällen transportiert die Enterprise eine Frau, die als Braut den Frieden zwischen zwei verfeindeten Völkern gewährleisten soll; in beiden Fällen wird ihr männlicher Berater zeitweilig außer Gefecht gesetzt; in beiden Fällen übernimmt der Captain dessen Aufgaben und verliebt sich in die Frau.
- Der Planet Krios war bereits in Folge 4.24 (Verräterische Signale) von Raumschiff Enterprise – Das nächste Jahrhundert aus dem Jahr 1991 ein zentraler Handlungsort. Die Kriosianer selbst waren in dieser Folge allerdings noch nicht zu sehen gewesen und haben in Eine hoffnungslose Romanze ihren ersten Auftritt. Die Ereignisse aus Verräterische Signale werden hier nicht thematisiert.

Einige Elemente aus dieser Folge wurden in späteren Star-Trek-Produktionen wieder aufgegriffen:
- In Folge 2.11 (Kostbare Fracht) von Star Trek: Enterprise aus dem Jahr 2002 kommt erneut ein weiblicher kriosianischer empathischer Metamorph vor.
- In den Serien Star Trek: Discovery und Star Trek: Picard sind die Planeten Krios und Valt Minor in mehreren Folgen auf Sternenkarten eingezeichnet.

## Produktion

### Drehbuch
Reuben Leder ließ sich in den Credits der Folge nur unter seinem Pseudonym Gary Perconte nennen, da er mit den Änderungen an seiner ursprünglichen Geschichte nicht einverstanden war.
Für die Folge wurden insgesamt vier verschiedene Enden in Betracht gezogen, darunter eines, in dem Kamala sich sowohl gegen Alrik als auch gegen Picard entscheidet und eines, in dem Picard die Hochzeitszeremonie unterbricht, was sich dann aber nur als seine Einbildung herausstellt. Letzteres wurde auch gedreht, doch auf Betreiben von Rick Berman wurde schließlich das Ende für die Folge genommen, in dem Picard die Hochzeit zwischen Alrik und Kamala gewähren lässt.

### Darsteller
Die Hauptfigur Deanna Troi (Marina Sirtis) hat in dieser Folge keinen Auftritt.
April Grace hat hier ihren letzten von fünf Auftritten als Transportertechnikerin Maggie Hubbell in der Serie Raumschiff Enterprise – Das nächste Jahrhundert. Sie spielte diese Rolle noch einmal im Pilotfilm Der Abgesandte von Star Trek: Deep Space Nine.
Famke Janssen, die hier Kamala spielt, wurde auch als Darstellerin für die Hauptfigur Jadzia Dax in der Serie Star Trek: Deep Space Nine in Betracht gezogen. Sie lehnte die Rolle jedoch ab, da sie lieber im Film- als im Seriengeschäft arbeiten wollte. Janssen stand zwischen 2000 und 2006 in den ersten drei Filmen der X-Men-Reihe erneut zusammen mit Patrick Stewart vor der Kamera.
Max Grodénchik, Darsteller des Ferengi Par Lenor, hatte zuvor bereits einen anderen Ferengi in Folge 3.19 (Picard macht Urlaub) von Raumschiff Enterprise – Das nächste Jahrhundert gespielt. Von 1993 bis 1999 spielte er in der Serie Star Trek: Deep Space Nine die wiederkehrende Nebenfigur des Ferengi Rom. In Folge 4.25 (Quarks Schicksal) spielte er hier auch den Großen Nagus Gint. Im Spielfilm Star Trek: Der Aufstand sollte er ursprünglich einen Trill darstellen, doch die mit ihm gedrehten Szenen wurden im fertigen Film nicht verwendet.
Mickey Cottrell, Darsteller von Alrik, spielte auch Dumah in Folge 4.06 (Der schwarze Vogel) von Star Trek: Raumschiff Voyager.
Michael Snyder, Darsteller des Ferengi Qol, hatte zuvor bereits einen Kommunikationsoffizier und Crewman Dax in den Spielfilmen Star Trek IV: Zurück in die Gegenwart und Star Trek VI: Das unentdeckte Land gespielt. Er spielte später noch einen weiteren Ferengi in Folge 6.07 (Erwachsene Kinder) von Raumschiff Enterprise – Das nächste Jahrhundert.

### Maske und Kostüme
Das Fleckenmuster auf der Haut der Kriosianer diente als Inspiration für die Neugestaltung des Aussehens der Trill bei der Konzeption der Serie Star Trek: Deep Space Nine.

### Modelle
Für das kriosianische Raumschiff wurde das Modell des talarianischen Kriegsschiffs aus Folge 4.04 (Endars Sohn) wiederverwendet.
Für das valtesische Raumschiff wurde das modifizierte Husnok-Raumschiff aus Folge 3.03 (Die Überlebenden auf Rana-Vier) wiederverwendet.

## Rezeption
Keith DeCandido bewertete Eine hoffnungslose Romanze 2012 auf tor.com als eine ziemlich schlechte Folge von Raumschiff Enterprise – Das nächste Jahrhundert. Für die Originalserie Raumschiff Enterprise hätte er diese Geschichte als brauchbar empfunden, doch für eine Serie der 1990er Jahre empfand er sie als völlig unpassend. Er kritisierte vor allem das weitgehende Fehlen einer weiblichen Perspektive auf Kamalas Situation. Sie selbst nimmt es klaglos hin, dass ihr einziger Daseinszweck darin besteht, als Sexobjekt zu dienen. Lediglich Dr. Crusher äußert sich kurz kritisch zu ihrem Schicksal. Deanna Troi, die ebenfalls empathisch veranlagt ist und sich daher am besten in Kamala einfühlen könnte, fehlt in dieser Folge. Ungeklärt bleibt die Frage, ob Kamalas Pheromone auch Einfluss auf die weiblichen Besatzungsmitglieder der Enterprise haben. Nichts dergleichen wird gezeigt, obwohl zugleich behauptet wird, Data wäre der einzige, der ihr widerstehen könnte. DeCandido kritisierte weiterhin, dass die emotionale Wandlungsfähigkeit Kamalas von Famke Janssen nicht so stark gespielt wurde, wie sie hätte sein müsen. Auch war zwischen Janssen und Stewart nicht die nötige Chemie zu spüren. Zuletzt kritisierte er noch die Ferengi, die hier wohl ihren schwächsten Auftritt in der Serie hatten und ausschließlich dazu dienten, die Handlung in Gang zu bringen.
Charlie Jane Anders führte Eine hoffnungslose Romanze 2014 auf gizmodo.com in einer Liste der 100 besten bis dahin ausgestrahlten Star-Trek-Folgen auf Platz 47.